# Getterøn naturreservat
Getterøn er et naturreservat og Natura 2000-område i Varbergs kommun, Sverige. Området er hovedsageligt kendt for sit fugleliv. Omkring 170 fuglearter yngler eller hviler i området.